# 小行星8363
小行星8363（英語：8363）是一颗围绕太阳公转的小行星。1990年9月13日，C. M. Olmstead在帕洛马山发现了此天体。
这颗小行星的绝对星等为351.9262923339907等。